# Vic Dickenson
Victor Dickenson, detto Vic (Xenia, 6 agosto 1906 – New York, 16 novembre 1984), è stato un trombonista statunitense.

## Biografia
Dopo essersi esibito con alcune orchestre locali, dalla metà degli anni venti sino alla fine dello stesso decennio, suonò nei gruppi capeggiati da: Willie Jones, Bill Brodahus, Wesley Helvey, Leonard Gay e Speed Webb, successivamente, nel 1932, partecipò alle sue prime incisioni come membro delle orchestre di Zack Whyte e Luis Russell, dal 1933 al 1936 fece parte della Band di Blanche Calloway (sorella di Cab), in quella di Claude Hopkins (dal 1936 al 1939), Benny Carter (1939 e nuovamente nel 1940-1941) e Count Basie, la sua attività proseguì in orchestre di primo piano: Sidney Bechet, Frank Newton, Hot Lips Page, Louis Armstrong (con cui incise un disco nel 1941), Eddie Heywood (dal 1943 al 1946).
Dalla fine degli anni quaranta alla prima metà dei cinquanta ebbe un proprio gruppo con cui incise alcuni album a suo nome per poi unirsi dal 1956 alle orchestre di Ed Hall, Frank Newton, Bobby Hackett, Henry Allen (nel 1958) in seguito partecipò ad una tournée in Europa con Sammy Price.
Nel 1961 fece parte del gruppo di George Wein, seguite da quelle di Wild Bill Davison, Red Richards ed Eddie Condon.
Nell'ultima parte della carriera musicale fu un attivo freelance.
Trombonista notevole e maestro degli effetti growl, seppe ben desteggiarsi in differenti stili jazz (dallo swing di Count Basie al dixieland di Sidney Bechet ed Eddie Condon).

## Discografia

### Leader o Co-Leader
- 1950 - Trombone Time (Mercury, 1950) Jack Teagarden, Benny Morton, Bill Harris, Vic Dickenson, Claude Jones
- 1951 - Backstage with Bobby Hackett: Milwaukee 1951 (Jasmine, 2000)
- 1953 - The Vic Dickenson Showcase (Vanguard Records, VRS-8520)
- 1954 - The Vic Dickenson Showcase Vol. 2 (Vanguard Records, VRS-8521)
- 1953-54 - The Essential Vic Dickenson (Vanguard Records, VSD 99/100) (1977) Ristampa dei due precedenti album

- 1954 - Vic Dickenson Septet (Vanguard Records, VRS-8001)
- 1954 - Vic Dickenson Septet, Vol. II (Vanguard Records, VRS-8002)
- 1954 - Vic Dickenson Septet, Vol. III (Vanguard Records, VRS-8012)
- 1954 - Vic Dickenson Septet, Vol. IV (Vanguard Records, VRS-8013)
- 1956 - Slidin' Swing (Jazztone Records, J-1259) Lato A The Vic Dickenson Septet, lato B The Urbie Green Octet
- 1957 - Vic's Boston Story (Storyville Records, STLP-920)
- 1958 - Mainstream (Atlantic Records, LP/SD 1303) a nome Vic Dickenson & Joe Thomas (1959)
- 1969 - This Is My Bag (Project 3 Total Sound, PR 5034 SD) The Bobby Hackett Quartet Plus Vic Dickenson
- 1969 -  – Live At The Roosevelt Grill (Chiaroscuro Records, 1971) Bobby Hackett With Vic Dickenson

- 1975 - In Holland (Riff Records, 1976)
- 1974 - Nice All Stars (Black And Blue, 1978)
- 1974 - Live at Music Room (Valley Vue, 1996)
- 1975 - Gentleman of the Trombone (Mahogany, 1992 - Storyville, 1992)
- 1976 - Trombone Cholly - Plays Bessie Smith (Sonet Records, SNTF 720) (1976)
- 1976 - Swing That Music (Black & Blue) (1993, 2002)
- 1976 - Vic Dickenson Quintet (Storyville SLP4021) (1976)
- 1978 - Roy Eldridge & Vic Dickenson With Eddie Locke & His Friends (Storyville, 1995)
- 1980 - Boston-New York Axis: Phil Wilson & Vic Dickenson (Famous Door, 1980)
- 1981 - Just Friends - Featuring Red Richards and John Williams (Sackville Recordings, 1985)[1]